# Saint John Sea Dogs
Die Saint John Sea Dogs sind eine professionelle kanadische Junioren-Eishockeymannschaft aus Saint John in der Provinz New Brunswick, die in der Ligue de hockey junior majeur du Québec spielt. Seine Heimspiele trägt das Franchise in der TD Station aus.

## Geschichte
Im Herbst 2005 wurden die Sea Dogs gegründet, nachdem die Saint John Flames die American Hockey League verlassen hatten und somit eine Lücke im Eishockey in Saint John entstanden war, die mit einem neuen Juniorteam geschlossen werden konnte. Seine erste wie auch zweite Saison in der LHJMQ beendete das neue Team jeweils auf dem achten Platz der LHJMQ Eastern Division, was sie nicht zur Teilnahme an den Play-offs berechtigte.
Im Dezember 2006 entließen die Sea Dogs ihren Spieler Dave Bouchard, nachdem dieser sich geweigert hatte, eine Flagge für die kanadischen Truppen in Afghanistan zu unterschreiben. Der Trainer Jacques Beaulieu erklärte später, dass es zwar Probleme mit diesem Spieler gegeben habe, dass jedoch jeder Spieler, der seine Unterschrift verweigert hätte, entlassen worden wäre. ("It wouldn't matter who it would have been. It could have been one of our best players, our first round pick.") Bouchard erklärte später, er habe gedacht, dass ein Mitspieler bereits für ihn unterschrieben hätte.
In der Saison 2007/08 gelang den Sea Dogs in ihrer dritten Saison erstmals die Qualifikation für die Endrunde. In den Playoffs erreichte die Mannschaft die Halbfinals, in denen sie in vier Begegnungen gegen die Huskies de Rouyn-Noranda scheiterte. Nach dem Erstrundenaus in der Spielzeit 2008/09 wurde Cheftrainer Jacques Beaulieu seines Amtes enthoben und Gerard Gallant als Nachfolger engagiert. Unter dessen Führung übertraf die Mannschaft in der Saison 2009/10 erstmals die Marke von 100 Punkten in der regulären Saison und war mit 109 Punkten das beste Team der Regular Season. Sowohl offensiv als auch defensiv hatte sich die Mannschaft im Vergleich zu den vorhergehenden Spielzeiten stark verbessert und war mit 309 Toren in der regulären Saison erfolgreich, wofür die Sea Dogs mit der Trophée Luc Robitaille ausgezeichnet wurden. Am 12. Dezember 2009 gewann das Team das 22. Saisonspiel in Folge. Dadurch erreichte die Mannschaft die drittlängste Siegesserie in der Geschichte der Liga und die viertlängste innerhalb der Canadian Hockey League. Den Rekord innerhalb der CHL mit jeweils 25 Siegen in Folge halten gemeinsam die Kitchener Rangers (1984) und die Éperviers de Sorel (1973/74). In den Playoffs scheiterte das Team erst in den Finalspielen um die Coupe du Président gegen die Moncton Wildcats.
Die Saint John Sea Dogs hatten im September 2010 ihre Bewerbung für eine mögliche Austragung des Memorial Cup 2012 in Saint John, New Brunswick, eingereicht. Im April 2011 erteilte die Auswahlkommission den Zuschlag für die Austragung des Wettbewerbs den Shawinigan Cataractes, welche sich außerdem ebenfalls gegen die Kandidaturen der Cape Breton Screaming Eagles und Halifax Mooseheads durchgesetzt hatten.
Im Verlauf der Saison 2010/11 debütierte Yann Sauvé, der für die Vancouver Canucks auflief, als erster gedrafteter Spieler der Franchise-Geschichte in der National Hockey League. Die Sea Dogs hielten auch in der Spielzeit 2010/11 ihre Leistungen auf einem konstant hohen Level und übertrafen am 10. März 2011 mit dem 54. Saisonsieg vorzeitig die teaminterne Rekordpunktzahl aus der vorhergehenden Saison und erzielten abermals mindestens 300 Tore. Die reguläre Saison beendete die Mannschaft mit 58 Siegen und stellte dadurch den Ligarekord der Éperviers de Sorel (1973/74) und der Draveurs de Trois-Rivières (1978/79) für die meisten Saisonsiege ein. In der Geschichte der CHL gewannen lediglich die Victoria Cougars in der Saison 1980/81 (60 Siege) und die London Knights in der Spielzeit 2004/05 (59 Siege) mehr Begegnungen. Die Sea Dogs verloren während dieser Saison kein Heimspiel während der regulären Spielzeit und sorgten damit für ein Novum in der Geschichte der LHJMQ. Von den 34 Heimspielen endeten nur zwei mit Niederlagen, beide in der Verlängerung.
In den Playoffs setzte sich die Mannschaft nacheinander gegen die Cape Breton Screaming Eagles, Tigres de Victoriaville, Lewiston MAINEiacs und Olympiques de Gatineau durch und gewann erstmals die Meisterschaft der LHJMQ. Im entscheidenden sechsten Finalspiel gegen die Olympiques de Gatineau gewann das Team mit 3:2 durch ein Tor in der zweiten Overtime, den Siegtreffer erzielte Alexandre Beauregard. Im Anschluss an dieses Spiel wurde Jonathan Huberdeau als wertvollster Spieler der Playoffs mit der Trophée Guy Lafleur ausgezeichnet. Durch diesen Erfolg nahm die Mannschaft erstmals am Memorial Cup teil. Nach dem Finalsieg gegen die Mississauga St. Michael’s Majors gewann das Team die Ausgabe 2011 des gleichnamigen Turniers und sicherte sich die bedeutendste Trophäe im kanadischen Junioreneishockey. Jonathan Huberdeau wurde als wertvollster Spieler des Turniers mit der Stafford Smythe Memorial Trophy ausgezeichnet. Beim NHL Entry Draft 2011 wurden insgesamt fünf Spieler des Teams ausgewählt, von denen mit Jonathan Huberdeau an dritter Gesamtposition, Nathan Beaulieu (17.) und Zack Phillips (28.) drei Akteure in der ersten Runde selektiert wurden.
Die darauffolgende Spielzeit 2011/12 war ebenfalls von Erfolg gekrönt, die Sea Dogs beendeten die reguläre Saison zum dritten Mal in Folge als punktbeste Mannschaft der Liga und waren dadurch das erste Team der Liga-Historie, welches die Trophée Jean Rougeau zum dritten Mal in Serie gewann. Danick Gauthier mit 47 Treffern in der regulären Saison und Torwart Mathieu Corbeil-Thériault, der 37 Saisonsiege verbuchte, stellten neue Franchise-Rekorde auf. Gut ausgelastet war die Harbour Station mit durchschnittlich 4561 Besuchern. Somit lag der Zuschauerzuspruch leicht über der Meistersaison 2010/11, als im Schnitt 4478 Besucher registriert wurden. Im ersten Playoffspiel der Saison 2011/12 im März 2012 wurden die Cape Breton Screaming Eagles vor einer Zuschauerkulisse von 4917 Besuchern in der Harbour Station mit 13:4 besiegt, acht Tore erzielte die Heimmannschaft im zweiten Drittel und stellte dadurch einen Ligarekord ein. Der US-Amerikaner Charlie Coyle erzielte als erster Akteur der Team-Geschichte sechs Punkte (drei Tore, drei Assists) in einem Playoffspiel. Einen Tag später wurden die Cape Breton Screaming Eagles erneut klar bezwungen, 8:1 lautete das Endergebnis und Charlie Coyle war mit fünf Zählern erneut erfolgreichster Akteur.

## Saisonstatistik
| Saison  | Sp | S  | N  | SON | OTN | Pkt | Pct % | T   | GT  | Platzierung            | Play-offs          |
| ------- | -- | -- | -- | --- | --- | --- | ----- | --- | --- | ---------------------- | ------------------ |
| 2005/06 | 70 | 15 | 47 | 6   | 2   | 38  | 0.214 | 174 | 325 | 8. East Division       | nicht qualifiziert |
| 2006/07 | 70 | 20 | 47 | 2   | 1   | 43  | 0.286 | 209 | 337 | 8. Eastern Division    | nicht qualifiziert |
| 2007/08 | 70 | 41 | 22 | 3   | 4   | 89  | 0.586 | 265 | 238 | 2. Eastern Division    | Halbfinale         |
| 2008/09 | 68 | 34 | 30 | 2   | 2   | 72  | 0.500 | 222 | 232 | 3. Atlantique Division | Erste Runde        |
| 2009/10 | 68 | 53 | 12 | 2   | 1   | 109 | 0.779 | 309 | 187 | 1. Atlantic Division   | Finale             |
| 2010/11 | 68 | 58 | 7  | 2   | 1   | 119 | 0.875 | 324 | 165 | 1. Maritimes Division  | Meister            |
| 2011/12 | 68 | 50 | 15 | 3   | 0   | 103 | 0.757 | 298 | 180 | 1. Maritimes Division  | Meister            |
| 2012/13 | 68 | 23 | 44 | 1   | 0   | 47  | 0.346 | 173 | 271 | 5. Maritimes Division  | Erste Runde        |
| 2013/14 | 68 | 19 | 44 | 3   | 2   | 43  | 0.316 | 165 | 255 | 6. Maritimes Division  | nicht qualifiziert |

Legende zur Saisonstatistik: GP oder Sp = Spiele insgesamt; W oder S = Siege; L oder N = Niederlagen; T oder U = Unentschieden; OTS = Siege nach Verlängerung (Overtime);  OTN oder OL = Overtime-Niederlagen; SOS = Shootout-Siege; SOL oder SON = Shootout-Niederlagen; P oder Pkt = Punkte; Pct % = Siege in %; GF oder T = Tore; GA oder GT = Gegentore

## Franchiserekorde

### Karriere
|                           | Name                      | Anzahl                        |
| ------------------------- | ------------------------- | ----------------------------- |
| Meiste Spiele             | Mike Thomas               | 288 (in fünf Spielzeiten)     |
| Meiste Tore               | Michael Kirkpatrick       | 108                           |
| Meiste Vorlagen           | Jonathan Huberdeau        | 153                           |
| Meiste Punkte             | Jonathan Huberdeau        | 257 (104 Tore + 153 Vorlagen) |
| Meiste Strafminuten       | Mike Thomas               | 470                           |
| Meiste Siege als Torhüter | Sebastien Auger*          | 51                            |
| Meiste Shutouts           | Mathieu Corbeil-Thériault | 6                             |

* aktiver Spieler; Stand nach Ende der Saison 2013/14

### Saison
|                               | Name                      | Anzahl                      | Saison  |
| ----------------------------- | ------------------------- | --------------------------- | ------- |
| Meiste Tore                   | Danick Gauthier           | 47                          | 2011/12 |
| Meiste Vorlagen               | Jonathan Huberdeau        | 62                          | 2010/11 |
| Meiste Punkte                 | Jonathan Huberdeau        | 105 (43 Tore + 62 Vorlagen) | 2010/11 |
| Meiste Punkte als Rookie      | Chris DiDomenico          | 75 (25 Tore + 50 Vorlagen)  | 2006/07 |
| Meiste Punkte als Verteidiger | Nathan Beaulieu           | 52 (11 Tore + 41 Vorlagen)  | 2011/12 |
| Meiste Strafminuten           | Brett Gallant             | 192                         | 2006/07 |
| Meiste Siege als Torhüter     | Mathieu Corbeil-Thériault | 37                          | 2011/12 |

## Ehemalige Spieler
Folgende Spieler, die für die Sea Dogs aktiv waren, spielten im Laufe ihrer Karriere in der National Hockey League:
- Nathan Beaulieu
- Thomas Chabot
- Charlie Coyle
- Simon Després
- Stanislaw Galijew
- Brett Gallant
- Éric Gélinas
- Alex Grant
- Matthew Highmore
- Mike Hoffman
- Jonathan Huberdeau
- Mathieu Joseph
- Tomáš Jurčo
- Yann Sauvé

Zu den Spielern, die während ihrer Zeit in Saint John im NHL Entry Draft ausgewählt wurden, zählen zudem unter anderem Chris DiDomenico, Zack Phillips und Felix Schütz.